# Bird Parker
Bird Parker, född 3 maj 2011, är en fransk varmblodig travhäst. Han tränades av sin uppfödare Philippe Allaire och kördes oftast av Jean Philippe Monclin.
Bird Parker tävlade åren 2013–2019 och tillhörde världseliten. Han sprang in 2,1 miljoner euro på 80 starter varav 21 segrar, 14 andraplatser och 9 tredjeplatser. Han tog karriärens största segrar i Prix de Vincennes (2014), Saint–Léger des Trotteurs (2014), Critérium des 4 ans (2015), Prix Jean-Luc Lagardère (2016), Harper Hanovers Lopp (2016), Prix du Bourbonnais (2017), Grand Prix de Gelsenkirchen (2017), Prix de Belgique (2018, 2019) och Prix de Paris (2018). Han kom även på andraplats i Prix d'Été (2018) och på tredjeplats i Prix de Paris (2017).
Han satte nytt världsrekord med tiden 1.12,1 över 3180 meter i samband med segern i Harper Hanovers Lopp den 28 maj 2016 under Elitloppshelgen 2016 på Solvalla. Rekordet slogs med en tiondel i maj 2017 av Sauveur.
Han gjorde karriärens sista start den 27 januari 2019 i Prix d'Amérique på Vincennesbanan i Paris. Han slutade på åttondeplats i loppet.